# Lista de pessoas executadas por acusação de bruxaria
Esta é uma lista de pessoas executadas por acusação de bruxaria, com muitos dos casos ocorrendo durante o período denominado de Caça às bruxas, entre os séculos XV e XVIII. Grande parte das pessoas processadas e condenadas por bruxaria na Europa foi executada entre 1560 e 1630. Por volta de 1420, os processos de bruxaria no continente europeu eram centrados em torno do malefício, sendo o conceito de usar poderes sobrenaturais especificamente para prejudicar os outros. Casos de denúncias de bruxaria surgiram a partir da prática de rituais de magia para causar danos a possíveis rivais, sendo que, até o início do século XV, houve pouca associação da bruxaria com Satanás. A partir desse momento organizado, a caça às bruxas aumentou, assim como acusações individuais de feitiçaria. A natureza das acusações era alterada conforme os casos, e poucas vezes dizia-se estar ligados ao satanismo. Ao longo dos séculos, uma série de tratados foram publicados que ajudaram a estabelecer um estereótipo de "bruxa", particularmente uma conexão satânica. Durante o século XVI, os processos de bruxaria se estabilizaram e até diminuíram em algumas áreas. A caça às bruxas voltou a aumentar no século XVII.
Os julgamentos de bruxas na Idade Moderna europeia incluem os julgamentos de bruxas no País Basco, na Espanha, os julgamentos das bruxas de Fulda, na Alemanha, os julgamentos das bruxas de North Berwick, na Escócia, e os julgamentos das bruxas de Torsåker, na Suécia. A caça às bruxas também teve espaço durante o século XVII, nas colônias norte-americanas. Era particularmente comum nas colônias de Massachusetts e Connecticut. O mito da bruxa tinha uma forte presença cultural no século XVII na Nova Inglaterra e, como na Europa, a bruxaria foi fortemente associada como adoração ao Diabo. Cerca de oitenta pessoas foram acusadas de práticas de bruxaria em uma caça às bruxas que durou de 1648 a 1663 na Nova Inglaterra, com treze mulheres e dois homens sendo executados. O julgamento das Bruxas de Salém, em 1692 - o caso do tipo mais conhecido nos Estados Unidos - resultou na execução de 19 pessoas.
Dezenas de milhares de pessoas foram executadas por bruxaria na Europa e nas colônias americanas. Embora não seja possível determinar o número exato, os estudiosos modernos estimam em torno de 40.000 a 50.000 execuções. Os métodos comuns de execução de bruxas condenadas eram o enforcamento, afogamento e a queima na fogueira. A queima foi usada especialmente na Europa, uma vez que foi considerada uma forma mais dolorosa de morrer. Os promotores nas colônias americanas geralmente preferiam o enforcamento em casos de feitiçaria.
Casos de pessoas acusadas e executadas por bruxaria continuam a ocorrer pelo mundo, principalmente em países da África - como Gana, Nigéria, Quênia, Tanzânia e Uganda - e países da Ásia, especialmente a Índia e Nepal, assim como a Papua-Nova Guiné, na Oceania. Oficialmente, no mundo contemporâneo, o único país do mundo onde casos de bruxaria são considerados crimes, previstos no Código Penal, é a Arábia Saudita. Na República Democrática do Congo, cerca de 50.000 crianças foram acusadas de bruxaria no últimos anos. Em alguns países, há demasiadas organizações tratando do tema, como o Programa Fahamu de Refugiados. Em 2013, a Organização das Nações Unidas (ONU) se pronunciou sobre casos de execução de pessoas sob acusação de bruxaria na Papua-Nova Guiné, exigindo do governo do país a derrogação da chamada Lei de Bruxaria, promulgada ainda em 1971. De acordo com dados da Anistia Internacional (AI), são registradas em média, 150 execuções por acusações de bruxaria no mundo a cada ano. Abaixo segue-se alguns casos notáveis relacionados ao tema:

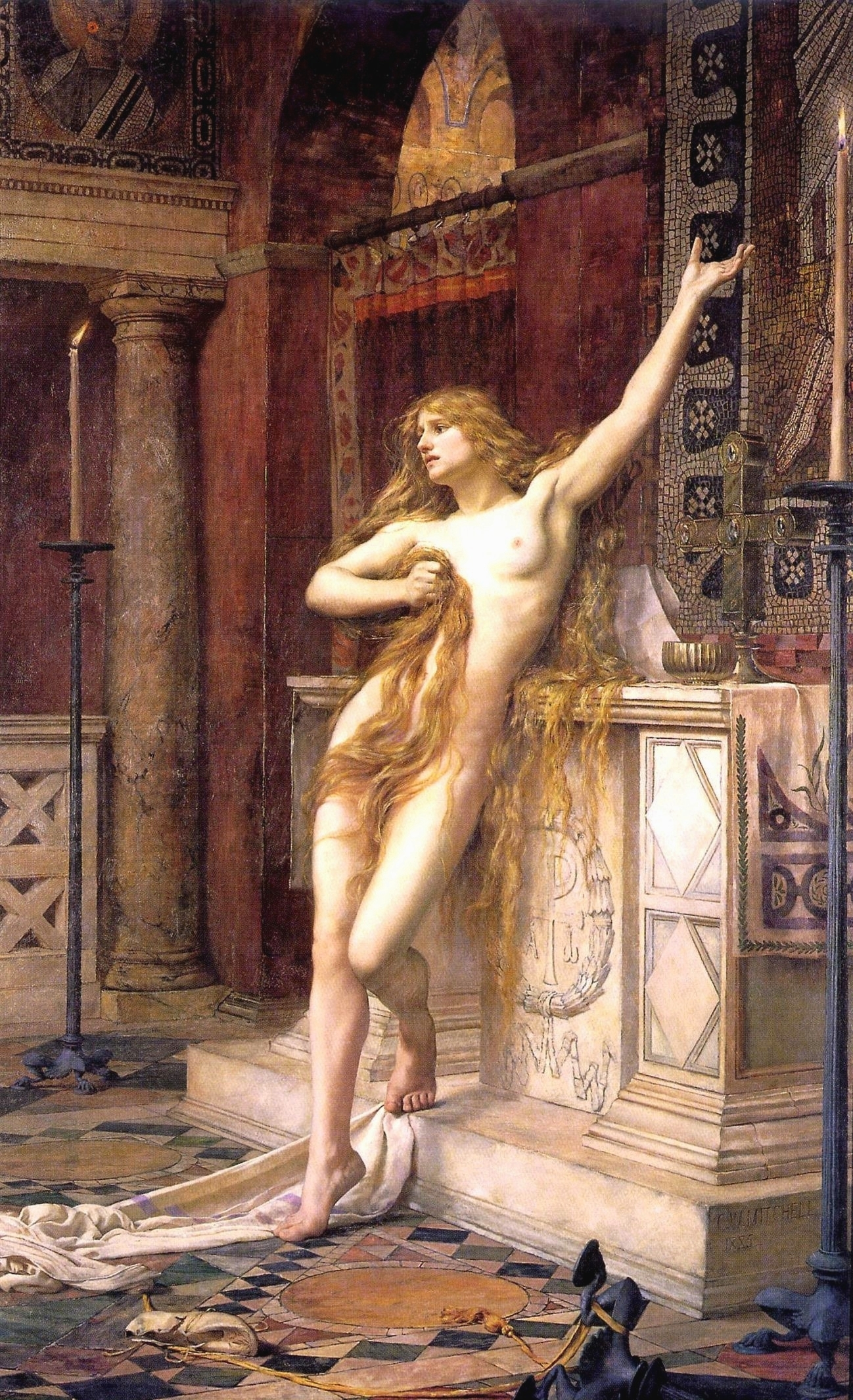
Hipátia era uma filósofa na antiga Alexandria. O seu conhecimento de astronomia e matemática levou à suspeita de feitiçaria e ela foi atacada e torturada por uma multidão cristã. Ela é considerada por estudiosos como a primeira mulher famosa a ser perseguida por bruxaria pelos cristãos.

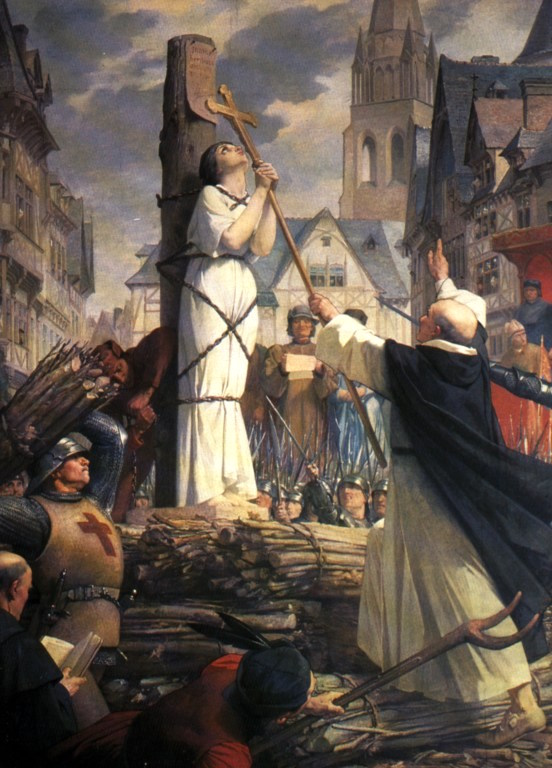
Uma das acusações contra Joana d'Arc, heroína nacional da França, foi o de heresia, que resultou em sua condenação à morte na fogueira

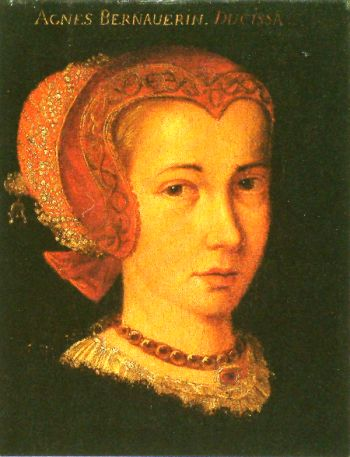
Agnes Bernauer, executada em 1435

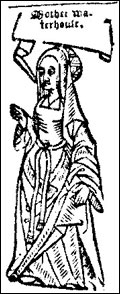
Agnes Waterhouse foi executada em Chelmsford, Inglaterra em 1566

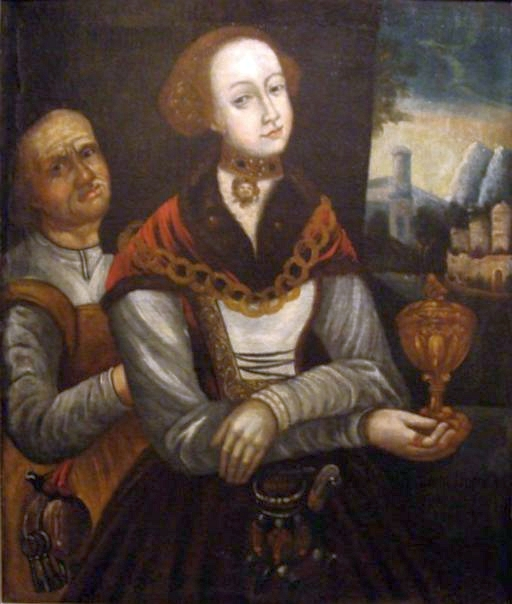
Retrato de Sidonia von Borcke em sua juventude e velhice (artista desconhecido)

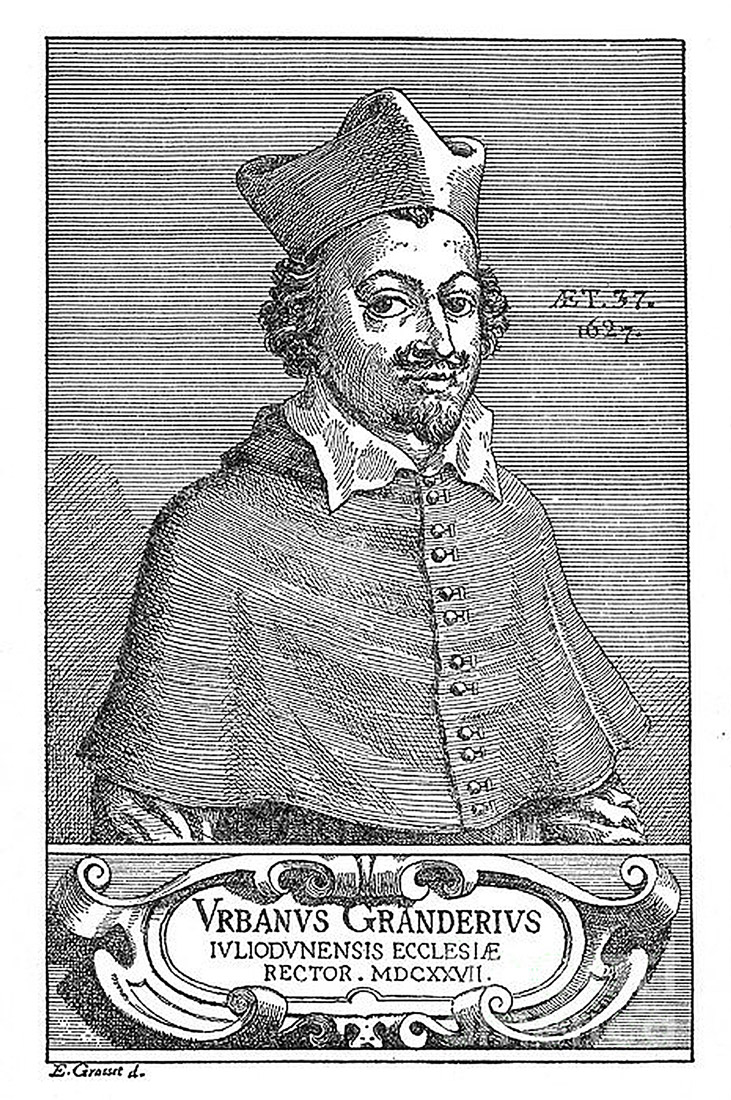
Urbain Grandier, padre acusado de ter feito pacto com Lúcifer

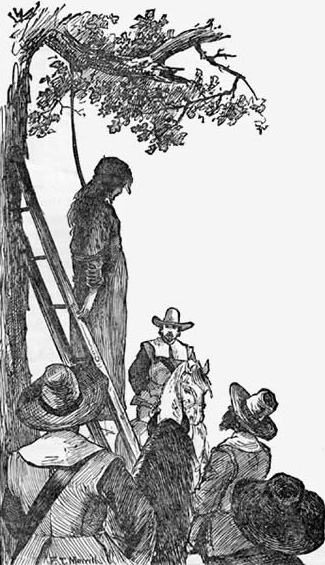
Execução de Ann Hibbins em Boston (Merril, 1886)

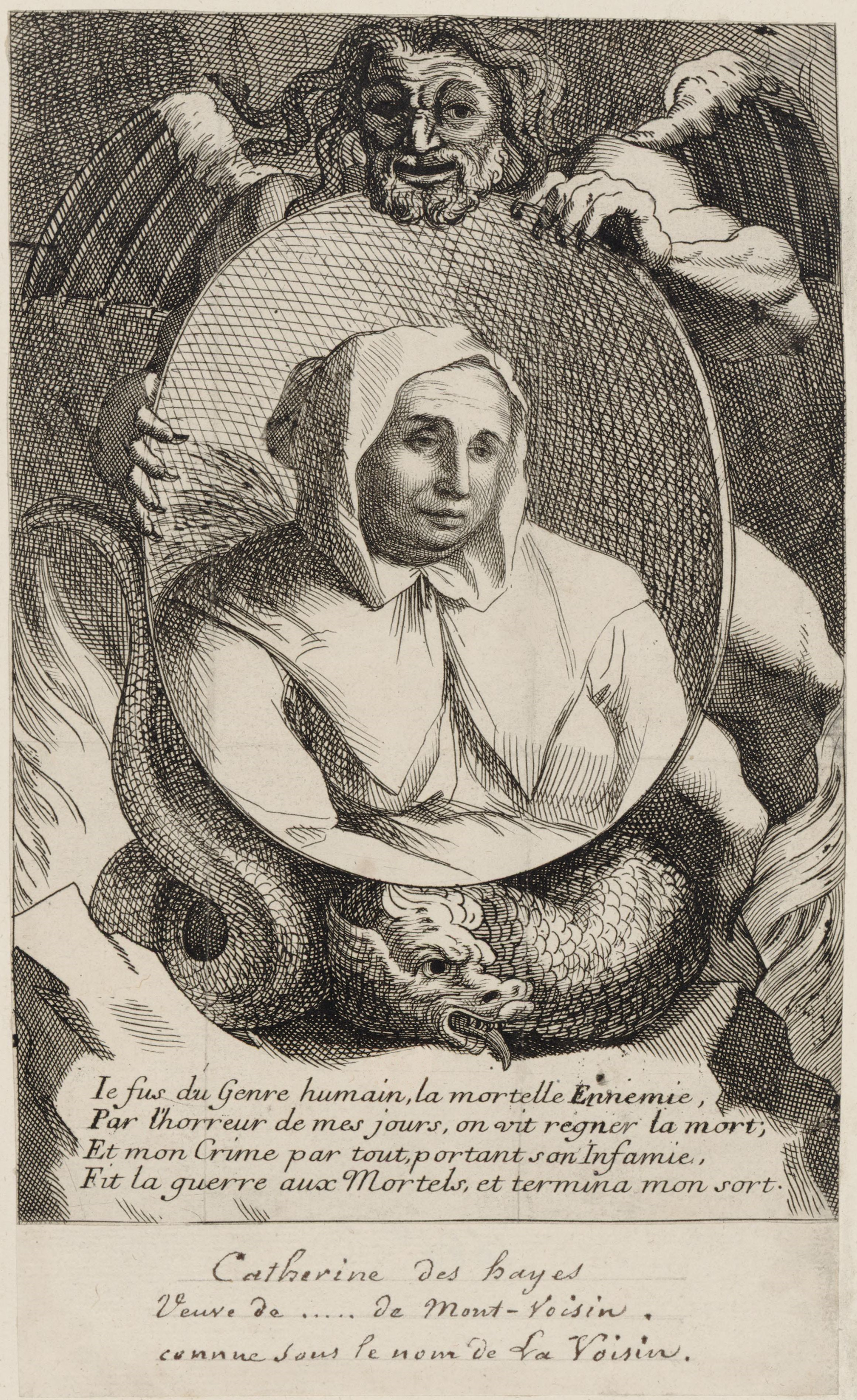
Catherine Deshayes, conhecida pelo Caso dos Venenos, entre 1676 e 1680

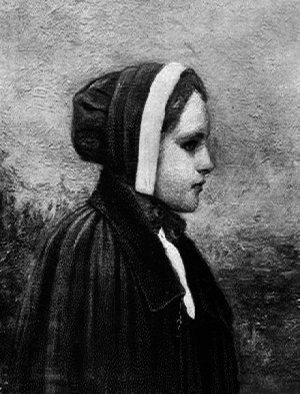
Bridget Bishop, uma das figuras centrais no caso das Bruxas de Salém

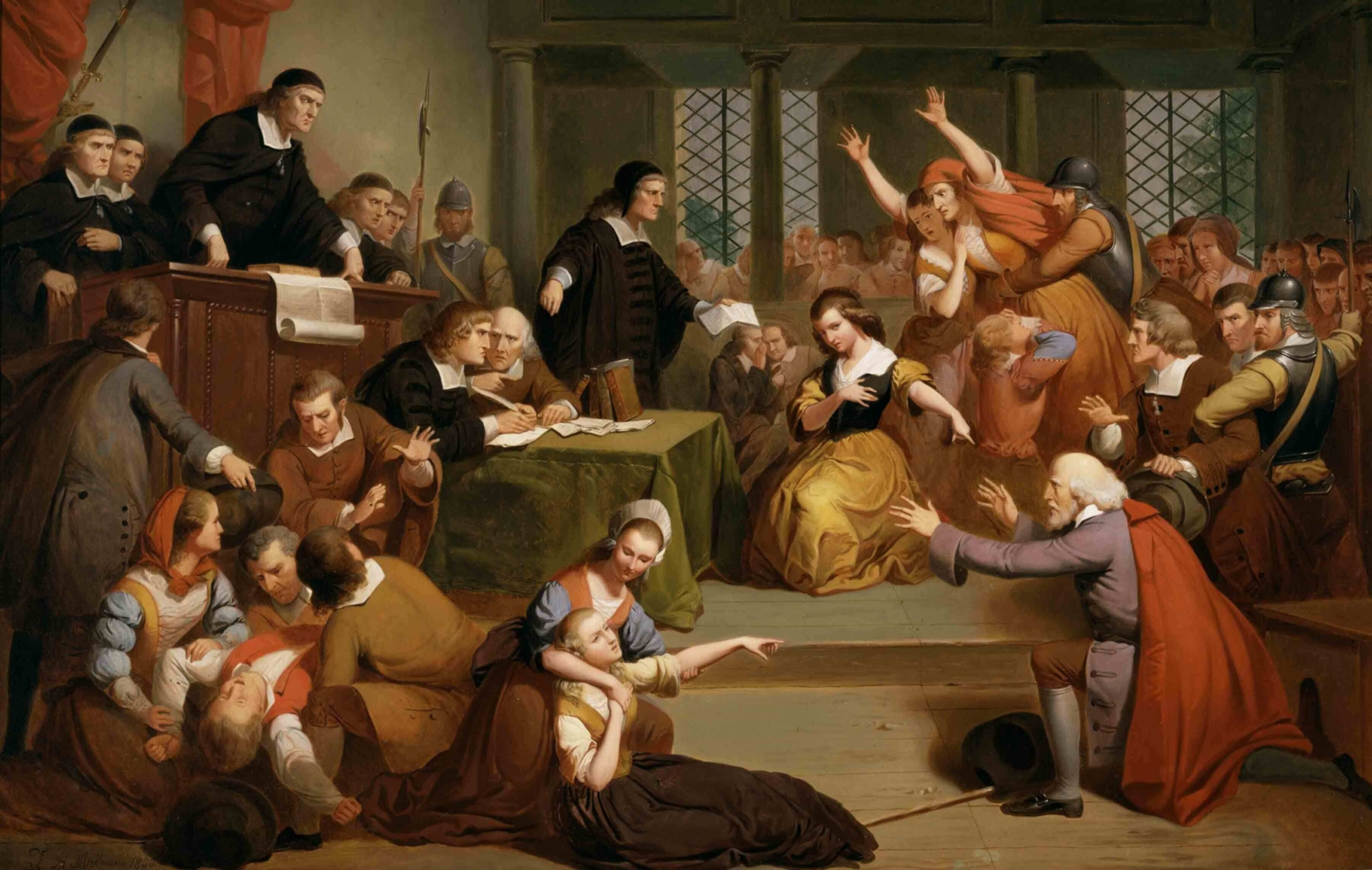
O julgamento de George Jacobs, que foi executado em 1692. Pintura por Thomkins Matteson (1855)

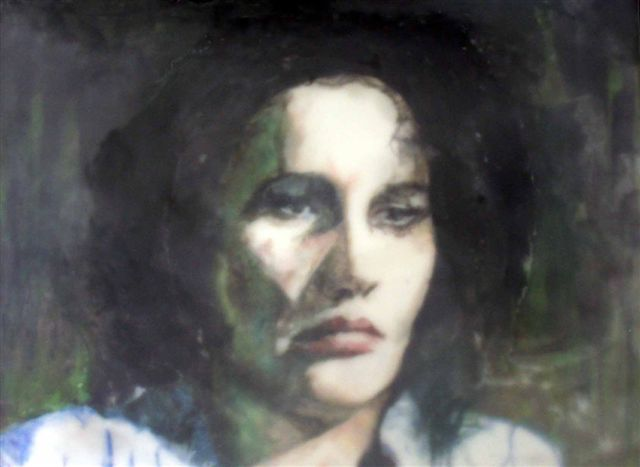
Anna Göldi

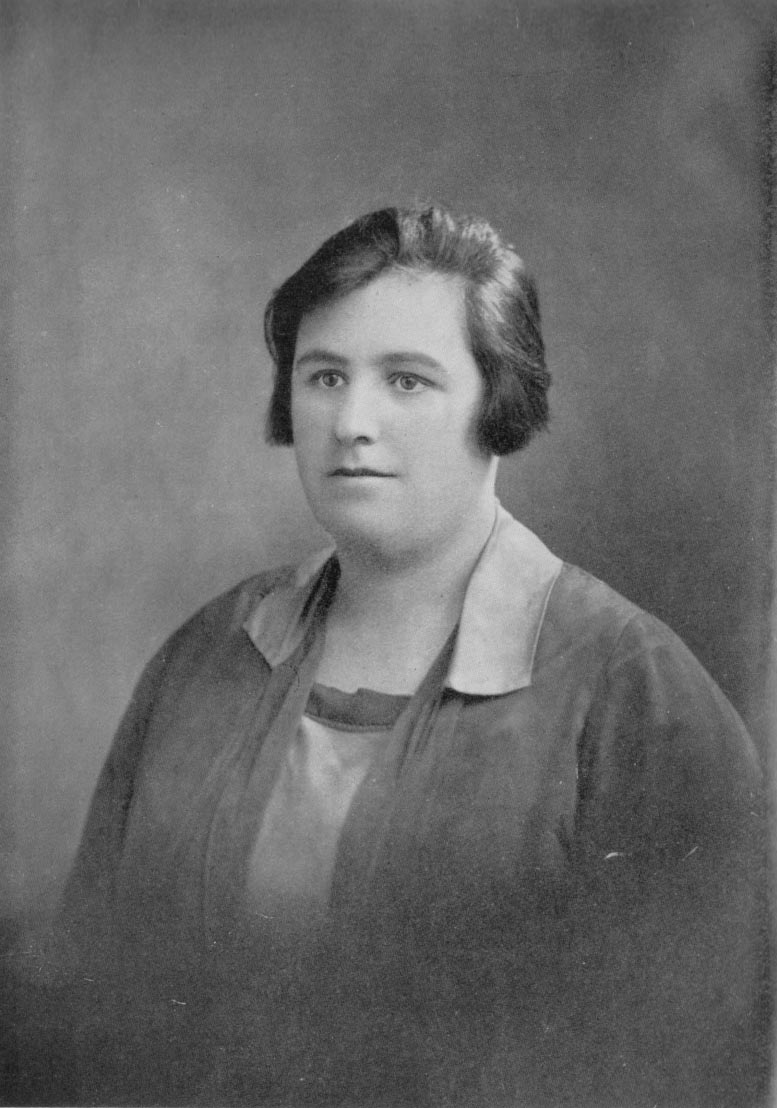
Helen Duncan, a pessoa mais notável a ser acusada e executada por bruxaria no século XX

| Nome                                                                                         | Período de vida                           | Local de execução             | Acusação e morte |
| -------------------------------------------------------------------------------------------- | ----------------------------------------- | ----------------------------- | --- |
| Hipátia                                                                                      | 370-415 (60 anos)                         | Alexandria, Egito             | Atacada e torturada até a morte por uma multidão cristã. |
| Zhang Liang                                                                                  | m.646                                     | Henan, China                  | Acusado de usar feitiçaria - um grande tabu na China imperial - e decapitado. O motivo da prática de feitiçaria foi supostamente para prejudicar o Imperador. |
| Angèle de la Barthe                                                                          | 1230-1275 (45 anos)                       | Toulouse, França              | Acusada de ter mantido relações sexuais com o Diabo e assim ter dado à luz a um bebê monstro. Foi queimada viva. |
| Petronilla de Meath                                                                          | c.1300-1324 (23 anos)                     | Condado de Meath, Irlanda     | Foi acusada de ser cúmplice de Alice Kyteler, de quem era serva, quando o marido da patroa faleceu. Por se tratar do quarto casamento de Alice, o Bispo de Ossory, Richard de Ledrede, acusou-a de recorrer à métodos de bruxaria para enriquecer e assassinar seus maridos. Para incriminar Alice Kyteler, Petronilla foi torturada até confessar que ela e Alice praticavam bruxaria e feitiçaria. Foi queimada viva na fogueira, junto a outros servos. Com a ajuda de parentes, Alice Kyteler fugiu. |
| Kolgrim                                                                                      | m.1407                                    | Garðar, Groelândia            | Foi alvo da paixão de Steinunn Ravnsdotter, recém-chegada da Noruega, que era esposa de Torgrim Sölvesson. Torgrim acusou Kolgrim de feitiçaria, alegando que ele havia seduzido Steinunn através de cânticos mágicos, roubando-lhe não só o corpo, mas também a alma de sua esposa. Kolgrim foi julgado e considerado culpado de bruxaria, sendo condenado à morte na fogueira. |
| Matteuccia de Francesco                                                                      | m.1428                                    | Deruta, Itália                | Conhecida como “Bruxa de Ripabianca”, confessou ter voado nas asas de um demônio. Foi acusada de ser prostituta, ter cometido profanação com outras mulheres, vender poções do amor e pomada medicinal feita com sangue de recém-nascidos. Foi queimada até a morte. Seu julgamento foi um dos primeiros a serem documentados na Úmbria. |
| Joana d'Arc                                                                                  | c.1412-1431                               | Rouen, França                 | Heroína nacional da França, foi presa e condenada à morte na fogueira, por acusação de assassinato e heresia. |
| Agnes Bernauer                                                                               | 1410 - 12 de outubro de 1435 (25 anos)    | Munique, Alemanha             | Filha de um barbeiro, envolveu-se amorosamente com o Duque Albert III, com quem se casou em segredo. O matrimônio não foi aprovado pelo rei Ernesto, que aproveitou-se da ausência de seu filho na corte, em 1435, e mandou prendê-la, acusando-a de bruxaria e feitiçaria. Ela foi jogada no Rio Danúbio e morreu afogada. |
| Gracia la Valle                                                                              | m.1498                                    | Saragoça, Espanha             | A primeira execução por acusação de bruxaria na Espanha. |
| Mark Antony Bragadini                                                                        | m.1500                                    | Perúgia, Itália               | Acusada de feitiçaria e bruxaria. Foi decapitada. |
| Lasses Birgitta                                                                              | m.1550                                    | Öland, Suécia                 | A primeira mulher executada por acusação de bruxaria na Suécia. Foi decapitada. |
| Sipinpoika Rasmus                                                                            | m.1554                                    | Loimaa, Finlândia             | Acusada de feitiçaria e bruxaria. Foi decapitada. |
| Blanca Severo Luna Barrientos                                                                | m. 1572                                   | Granada, Espanha              | Blanca foi acusada de ter visões, falar com os mortos e fazer previsões, assim como suas três filhas que conseguiram fugir. Segundo seus vizinhos era constantemente visitada por demônios e fazia poções para finalidades de sedução, cura e morte. Confessou sob tortura que duas das filhas eram de um demônio, foi condenada ser queimada viva. |
| Agnes Waterhouse                                                                             | c.1503-1566                               | Chelmsford, Inglaterra        | Primeira pessoa executada por bruxarina na Inglaterra, foi acusada de bruxaria junto com outras duas mulheres, Elizabeth Francis e Joan Waterhouse. A acusação consistia num possível encantamento de William Fynne, que resultou em sua morte. Agnes foi enforcada. |
| Elisabeth Plainacher                                                                         | 1513 - 1583 (69 anos)                     | Viena, Áustria                | Anna, uma de suas netas, sofria de epilepsia, o que era visto como um sinal do Diabo. Elisabeth foi apontada como responsável pela doença de Anna. Ela foi levada à Viena e interrogada por um jesuíta. Sob tortura, confessou ser uma bruxa e foi condenada à morte na fogueira. |
| Dora Golub                                                                                   | m.1585                                    | Zagreb, Croácia               | Acusada de feitiçaria e bruxaria. Foi condenada à morte na fogueira. |
| Anna Koldings                                                                                | m.1590                                    | Copenhague, Dinamarca         | A Dinamarca sofria com inúmeras tempestades naquele ano, o que levou a uma grande Caça às Bruxas no reino, por acreditar-se que os fenômenos eram associados à bruxaria. Anna Koldings foi uma das principais pessoas apontadas como bruxas. Ela confessou, sob tortura, que enviou pequenos demônios para o Mar na tentativa de afundar o navio do rei James VI. Passou a ser vista como uma bruxa muito perigosa e apelidada como "Mãe do Diabo". Foi executada na fogueira. |
| Marigje Arriens                                                                              | c.1520 - 18 de dezembro de 1591 (71 anos) | Schoonhoven, Países Baixos    | Uma das mais conhecidas vítimas da Caça às bruxas na Holanda, foi condenada e queimada viva após ser acusada de bruxaria por um idoso. |
| Bruxos de Warboys                                                                            | m.1593                                    | Warboys, Inglaterra           | Acusados por Jane Throckmorton, todos da família foram enforcados. |
| Família Pappenheimer                                                                         | m. 1600                                   | Baviera, Alemanha             | Torturados e queimados. |
| Merga Bien                                                                                   | 1560-1603 (43 anos)                       | Fulda, Alemanha               | Vítima mais conhecida do Julgamento das bruxas de Fulda, foi queimada viva. |
| Nyzette Cheveron                                                                             | m.1605                                    | Ardenas, Bélgica              | Foi presa por acusação de bruxaria e interrogada violentamente. Em sua confissão, afirmou ter um "diabo de estimação" chamado Verdulet. Em 21 de março de 1605, foi estrangulada e queimada. |
| Bruxas de Belvoir                                                                            | m.1618                                    | Vale de Belvoir, Inglaterra   | Joan Flor e suas duas filhas, Margaret e Philippa, foram acusadas de bruxaria pelo Conde e a Condessa de Rutland, após os dois filhos homens do casal falecerem. Joan morreu na prisão, enquanto Margaret e Philippa foram enforcadas. |
| Wolde Albrechts                                                                              | m.1619                                    | Strzmiele, Pomerânia          | Possivelmente de origem cigana, confessou práticas de bruxaria sob tortura, onde acusou Sidonia von Borcke, membro da nobreza pomerana. Foi condenada por Teufelsbuhlschaft (relações sexuais com o Diabo) e queimada na fogueira em outubro. |
| Sidonia von Borcke                                                                           | 1548-1620 (72 anos)                       | Strzmiele, Pomerânia          | De família nobre na Pomerânia, foi acusada de 72 crimes, entre eles bruxaria, práticas de magia, adivinhação do futuro e Teufelsbuhlschaft (relações sexuais com o Diabo). Confessou os crimes sob tortura, mas desmentiu-os e foi torturada novamente, resultando numa confissão definitiva. Foi decapitada e queimada. |
| Anne de Chantraine                                                                           | 1605-1622 (17 anos)                       | França                        | Acusada de bruxaria e queimada viva em Waret-la-Chaussée. |
| Urbain Grandier                                                                              | 1590-1634 (44 anos)                       | Loudun, França                | Padre, foi acusado pelas freiras do convento de ter invocado o demônio Asmodeus, além de ter feito pacto com Lúcifer, em troca do "amor de mulheres, a flor das virgens, o respeito dos monarcas, honras, desejos e poder”. Foi queimado vivo. |
| Johann Albrecht Adelgrief                                                                    | m.1636                                    | Königsberg, Alemanha          | Protestante, ele afirmou que sete anjos desceram do céu e lhe deram a missão de banir o mal do mundo, açoitando os monarcas com barras de ferro. Foi acusado de bruxaria, preso e executuado. Todos seus escritos foram suprimidos. |
| Elizabeth Clarke                                                                             | 1565-1645 (80 anos)                       | Essex, Inglaterra             | A primeira mulher perseguida pelo General Matthew Hopkins. Tinha 80 anos, apenas uma perna e verrugas espalhadas pelo corpo, identificadas pelo general como "a marca do Diabo". Confessou ser bruxa depois de ter sido privada de sono por várias noites, sendo enforcada posteriormente. |
| Alse Young                                                                                   | 1600-1647 (46 anos)                       | Windsor Treze Colônias        | De acordo com os registros, a primeira pessoa a ser executada por bruxaria nas Américas. |
| Michée Chauderon                                                                             | m.1652                                    | Genebra, Suíça                | Confessou sob tortura invocar demônios e foi a última pessoa executada por bruxaria em Genebra. |
| Ann Hibbins                                                                                  | m.1654                                    | Boston, Nova Inglaterra       | Ann Hibbins ganhou uma ação judicial que havia movido contra um grupo de carpinteiros. A ação foi mal vista pela igreja local, e ela foi excomungada. Pouco depois, seu marido morreu e ela foi acusada de bruxaria pela igreja, sendo condenada e enforcada. |
| Jón Jónsssr                                                                                  | m.1656                                    | Ísafjörður, Islândia          | Acusado de bruxaria pela Igreja. Foi condenado à morte na fogueira. |
| Brita Zippel e Anna Zippel                                                                   | m.1676                                    | Estocolmo, Suécia             | Um dos julgamentos mais famosos naquele século na Suécia, Brita e Anna Zipel eram irmãs. Brita já havia enfrentado dois julgamentos anteriores sob a mesma acusação, de bruxaria, o que a fez perder sua riqueza e isolar-se da elite da cidade. Anna permaneceu vivendo na elite de Oslo. As acusações de bruxaria que cercavam Brita estenderam-se à toda a família, e Anna foi levada a julgamento no mesmo dia em que Brita enfrentou seu terceiro julgamento pela mesma acusação. As duas irmãs foram condenadas e decapitadas. |
| Marie Bosse                                                                                  | m.1679                                    | Paris, França                 | Condenada à morte na fogueira por estar associada ao Caso dos Venenos. |
| Catherine Deshayes                                                                           | 1640-1680 (40 anos)                       | Paris, França                 | Principal ré do Caso dos Venenos, que ficou muito conhecido por envolver aristocratas da França, uma das quais era Madame de Montespan, amante do rei. Foi condenada à morte na fogueira. |
| Bridget Bishop                                                                               | c.1632-1692 (60 anos)                     | Salem, Massachusetts          | A primeira pessoa a ser julgada e executada no caso das Bruxas de Salém. |
| George Burroughs                                                                             | 1650-1692 (42 anos)                       | Salem, Massachusetts          | Pastor, foi executado no caso das Bruxas de Salém. |
| Giles Corey                                                                                  | 1611-1692 (42 anos)                       | Salem, Massachusetts          | Envolveu-se no caso das Bruxas de Salém. Foi esmagado até a morte por pesos de pedra. |
| Anna Eriksdotter                                                                             | 1624-1704 (79 anos)                       | Eskilstuna, Suécia            | Acusada por Nils Jonsson de ter lhe causado cegueira, mudez e surdez pelo uso de magia. Foi condenada e decapitada. |
| Margareta Korenika                                                                           | m.1733                                    | Turopolje, Croácia            | Integrou um grupo de dezenas de mulheres croatas condenadas à morte na fogueira, entre 1733 e 1734, acusadas de bruxaria. Foi uma das principais integrantes deste grupo. |
| Helena Curtens                                                                               | 1722-1738 (16 anos)                       | Gerresheim, Alemanha          | Foi presa depois de contar aos vizinhos que recebia a visita do espírito de uma menina de 14 anos, que havia falecido. Foi exposta a tortura, onde confessou também ter tido relações sexuais com um demônio. Foi levada à fogueira. |
| Anna Göldi                                                                                   | 1734-1782 (48 anos)                       | Glarona, Suíça                | Foi acusada por Jakob Tschudi, de quem era serva, de colocar agulhas no pão e leite de uma de suas filhas, em um ato de feitiçaria. Confessou sob tortura ter realizado pacto com Satanás, que apareceu a ela na forma de um cachorro preto, mas retirou a confissão após o fim das torturas. Ainda assim foi condenada e decapitada. |
| Giovanna Bonanno                                                                             | c.1713-1789                               | Palermo, Itália               | Era viúva e mendiga. Recebeu acusação de vender poções e venenos à mulheres que queriam matar seus maridos. Ela foi executada por enforcamento em 30 de julho. |
| Mary Bateman                                                                                 | 1768-1809 (41 anos)                       | Iorque, Inglaterra            | Acusada de fraude e assassinato, confessou ser uma cartomante. Foi condenada à forca, mas evitou sua execução alegando estar grávida. Passou por exames físicos, que comprovaram sua não-gravidez, sendo enforcada em seguida. |
| Barbara Zdunk                                                                                | 1769-1811 (42 anos)                       | Rößel, Polônia                | Um incêndio de grande proporção assolou a cidade de Rößel, em 1806. Barbara Zdunk foi responsabilizada pelo incêndio, devido a seu gosto por magia. Foi presa em 1807 e executada quatro anos depois, na fogueira. |
| Helen Duncan                                                                                 | 1897-1956 (59 anos)                       | Edimburgo, Escócia            | Espírita, alegou ter recebido a visita do espírito de um marinheiro inglês em 1941, anunciando que ele havia morrido durante a Segunda Guerra Mundial, após o naufrágio do couraçado britânico HMS Barham. O navio, que estava desaparecido, foi oficialmente declarado perdido vários meses depois. Por esta razão, foi presa em 1944 sob a acusação de bruxaria. Seu julgamento foi muito divulgado pela mídia e amplamente coberto pelos jornais. Ela foi condenada a nove meses de prisão pelas acusações sobre a Lei de Bruxaria. Em novembro de 1956, foi novamente presa por acusações de bruxaria e morta em 6 de dezembro do mesmo ano. |
| Mara`i al-Naqshabandi                                                                        | c.1956-1996 (40 anos)                     | Riade, Arábia Saudita         | Uma das poucas pessoas na Arábia Saudita onde a lei da bruxaria foi aplicada no século XX. |
| Zamabhengu Khawuta Aphiwe Ntleki Lihle Ntleki Madinda Ntleki Zamabhala Ntleki Zisanda Ntleki | m.1999                                    | Pondoland, África do Sul      | Uma mãe e cinco filhos queimados vivos na fogueira por acusação de bruxaria. Três dos acusados eram crianças. |
| Shenfo Alenchena                                                                             | m.1999                                    | Adis Abeba, Etiópia           | Assassinado por ser considerado uma pessoa com associação com maus espíritos. |
| Tikambai Sahu                                                                                | m. 27 de junho de 2000                    | Nagpur, Índia                 | Acusado de feitiçaria, foi linchado e morto por uma multidão. |
| Uppala Pochaiah                                                                              | c.1930-2000 (70 anos)                     | Kothapalli, Índia             | Espancada até a morte em Kothapalli. |
| Jongolo Sola                                                                                 | m.2001                                    | Mbeya, Tanzânia               | Espancado até a morte por moradores da vila onde morava. |
| Mohamed Affandi Abdul, Mona Fandey e Juraimi Hussin                                          | m.2001                                    | Sapulut, Malásia              | Acusados de bruxaria e executados. |
| Domingo Shil                                                                                 | m.13 de abril de 2003                     | San Cristóbal, México         | Espancado e apedrejado até a morte no vilarejo de San Juan Chamula. |
| Kristy Bamu                                                                                  | 1995-2010 (15 anos)                       | Londres, Inglaterra           | Acusado de bruxaria e morto por familiares. |
| Amina Abdul Halim Salem Nasser                                                               | c.1951-2011 (60 anos)                     | Al Jawf, Arábia Saudita       | Foi presa em 2009 sob acusação de feitiçaria e bruxaria, prática vista como uma ameaça ao Islã. A Anistia Internacional (AI) fez campanha para que ela e outros sauditas com acusações de bruxaria fossem inocentados. Amina foi decapitada dois anos após ter sido presa. |
| Maili Tamang e Kanchhi Tamang                                                                | c.1973-2013 c.1986-2013 (40 e 27 anos)    | Sindhupalchok, Nepal          | Acusadas de praticar magia negra contra outros moradores. Foram arrastadas para um monastério budista, espancadas, torturadas e obrigadas a ingerir fezes humanas até a morte. |
| Dhegani Mahato                                                                               | c.1972-2012 (40 anos)                     | Chitwan, Nepal                | Queimada viva após ser acusada por um xamã de ser uma bruxa e de ter enfeitiçado um parente que tinha ficado doente. |
| Muree bin Ali bin Issa al-Asiri                                                              | m.2012                                    | Najrã, Arábia Saudita         | Executado após confessar atos de bruxaria e adultério. |
| María Verenice Martínez                                                                      | c.1965-2012 (47 anos)                     | Santa Bárbara, Colômbia       | Acusada de realizar supostas bruxarias contra mulheres de sua comunidade. Recebeu um golpe na cabeça, foi despida e depois queimada. |
| Kepari Leniata                                                                               | c.1992-2013 (20 anos)                     | Mount Hagen, Papua-Nova Guiné | Acusada de bruxaria por populares, foi atacada por uma multidão, despida, encharcada de petróleo e queimada viva em uma fogueira feita por pneus. |
| Magdalena Francisco                                                                          | c.1970-2013< (43 anos)                    | Huehuetenango, Guatemala      | Acusada de praticar bruxaria por vizinhos. Morta a pedradas e espancamento. |
| Fabiane Maria de Jesus                                                                       | 1980-2014 (33 anos)                       | Guarujá, Brasil               | Um site publicou uma falsa notícia, utilizando um retrato falado de um caso criminal ocorrido no Rio de Janeiro, acusando a mulher retratada como sendo sequestradora de crianças para a prática da bruxaria e rituais de magia negra no litoral de São Paulo. Uma página da rede social Facebook divulgou essa imagem, que foi associado por populares à Fabiane Maria de Jesus. Ela foi cercada por uma multidão, espancada e torturada. Morreu horas depois. Sua inocência foi provada posteriormente. |
| Adolfina Ocampos                                                                             | c.1969-2014 (45 anos)                     | Aldeia Tahehyi, Paraguai      | Indígena da etnia Guarani, foi acusada de realizar magia contra sua irmã, que adoeceu. Foi afogada em um córrego pelos líderes indígenas, e queimada em seguida. |